# Skoven som forsvandt
|  | Denne artikel er oprettet af botten PalnaBot ud fra en ekstern database. Den kan derfor have sproglige fejl eller mangler. Denne skabelon kan fjernes efter kontrol af indholdet. |

Skoven som forsvandt er en dokumentarfilm fra 1991 instrueret af Lars Brydesen, Lars Johansson efter manuskript af Lars Johansson.

## Handling
I det nordøstlige Tanzania lå nogle af Afrikas rigeste regnskove. De er nu næsten forsvundet, fordi det kommercialiserede landbrug ikke respektere naturens kredsløb. Bønderne er derfor begyndt at vende tilbage til de gamle økologiske principper.